# 9×19公釐帕拉貝倫彈

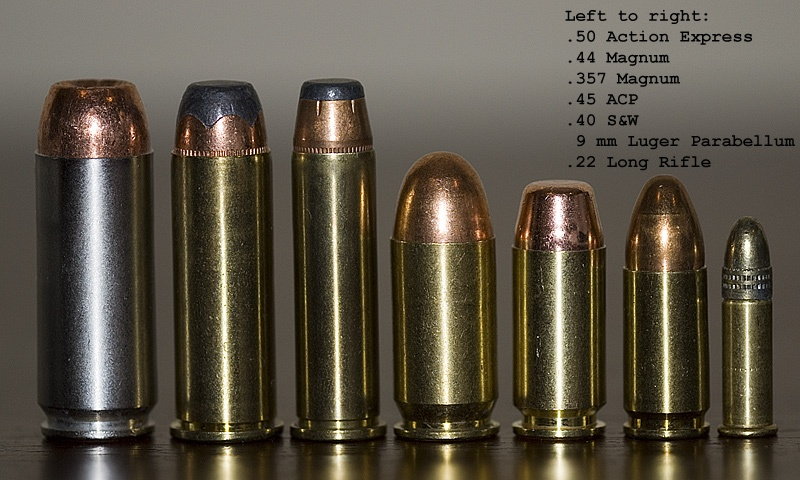
幾種常見子彈規格，由左至右分別為.50 AE、.44麥格農、.357麥格農、 .45 ACP、.40 S&W、9mm帕拉貝倫彈與.22 LR。

9×19毫米帕拉貝倫弹（9×19 mm Parabellum）是一種手枪及冲锋枪使用的无缘间缩式子弹，是现今全世界最廣泛使用的手槍彈種，经常被直接简称为“9毫米弹”（“9 mm”或“9 mil”）。這種彈藥最初由奥地利武器设计师格奥尔格·鲁格（Georg Johann Luger）所設計，从1902年开始被用在魯格手枪上，因此又称9×19毫米鲁格弹（9×19 mm Luger）。在1982年的4090号标准化协议（STANAG 4090）之后，9毫米帕拉贝鲁姆弹被北约军队选为制式弹药，因此也称为9×19毫米北约弹（9×19 mm NATO）。
而其“帕拉贝鲁姆”（Parabellum）的称呼来自于晚期拉丁语「汝欲和平，必先備戰（拉丁語：Si vis pacem, para bellum）」，源于西罗马帝国学者普布利乌斯·弗莱维厄斯·维盖提乌斯·雷纳特斯于公元四世纪末撰写的著作《论军事》（De Re Militari）一书。这句话也是制造魯格手枪的德意志武器弹药兵工厂（Deutsche Waffen- und Munitionsfabriken AG，简称DWM）当年的标语口号。

## 歷史
1902年，葛雷格·魯格以他先前設計的7.65×21毫米帕拉貝倫弹為基礎，在德國的德意志武器彈藥製造公司（Deutsche Waffen-und Munitionsfabriken，DWM）公司開發了九毫米版本的帕拉貝倫手槍（Parabellum Pistol，亦常稱作魯格手槍），並且透過英國的維克斯股份有限公司介紹給了英國皇家小型槍枝委員會（British Small Arms Committee）。1903年三把帕拉貝倫手槍的原型被送到美國春田兵工厂（Springfield Armory）作測試。德國軍隊在1904年3月表示對此種手槍有很大的興趣。
此種彈藥設計上的改變只是去掉了7.65毫米帕拉貝倫彈弹壳颈部收缩的结构，而變成直壁式的無邊緣彈殼。
原始的彈頭設計為FMJ（全金屬被覆彈頭），形狀像削去尖端的圓錐，重量8.03公克。在1915年到1916年期間的德國，彈頭的裝配使用圓頭的彈尖取代去尖圓錐的彈尖，重量仍是8.03克；不過原始的設計持續的在美國銷售。
前一次大戰時期已經有幾個國家接受9毫米口徑的手槍，人們接受9毫米口徑的程度快速的提高。
為了節省金屬鉛，在二戰期間，德國使用被鉛被覆的鐵核來取代全鉛的彈核。這種子彈的彈頭呈現黑色，它被稱作08mE（mit Eisenkern，「內含鐵核」之意）。同樣的另一種因戰爭而產生的變體被稱作08SE（Sintereisen，「燒結鐵」），因為它的彈頭使用高溫下壓縮鐵粉而成的堅硬材料，也因此它呈暗灰色。
還有一種特殊的變體，它在頂端有著“X”型的標記，或者外殼為綠色噴漆。它是低速的次音速子彈，有著比原始設計重的9.47公克FMJ彈頭，用來與有抑制器的槍枝搭配。而其他的國家也各自設計了他們的次音速彈。
9毫米魯格彈被超過70個國家生產並使用，現在已是全世界手槍使用的標準彈種，並且是北約組織與大多數國家軍隊所使用的手槍口徑。
在二戰後，9毫米口徑的子彈彈頭被統一為7.45公克，以增加射擊準確度，不過從7.45公克重至9.47公克的彈頭仍有人生產。

## 彈殼材質
- 黃銅：從1902年開始，製造9毫米子彈的彈殼材料就一直是黃銅。為了外觀、耐用度、辨別等等的作用，彈殼通常被鍍上一層鎳或銅。
- 鋁：為了節省黃銅，鋁殼在1941年被瑞典採用，從那時開始鋁作為9毫米子彈的彈殼被開發並沿用至今。
- 鋼：從一戰開始，一些國家曾試驗地使用鋼作為9毫米子彈的彈殼，不過僅有非常少數的成功，而今天俄國仍然在生產這種鋼製的彈殼。
- 其他材質：另外尚有一些國家在9毫米子彈的製程中廣泛的使用塑膠。

## 射擊表現
9mm子彈的彈道平直，後座力（recoil）中等，和一般程度的制止力（stopping power）。它主要的優勢在於體積小，以及生產時只需要相當少的資源。它主要的缺點是，當搭配非擴張性彈頭時有過度穿透的傾向，以及不良的永久空穴現象（cavitation）。
它在競賽上是很好使用的彈種。它能夠成為世界上大多數手槍供彈的原因是價格便宜、生產容易並且能使用在大多數的用途上。
在軍警鎮壓的用途上，常常搭配空尖彈，在高速的壓縮下子彈會在射擊物中擴張進而留在射擊物中，並且空尖設計能增加永久和暫時的空穴現象。
9 毫米彈藥筒設計用於穿透彈道明膠約 12-14 英寸的深度，彈道明膠是一種常用的模擬人體組織的材料。一些 9 毫米負載設計用於最大膨脹和淺滲透，而其他設計用於更深滲透和較少增長。

## 同義字
9×19mm弹药有多种尺寸相同、膛压不同的版本，相应也有很多近义词。
- 9毫米：现代9毫米手枪弹药基本只有9×19，即本品。
- 9毫米魯格彈：奥地利人鲁格所设计的原本形式，也叫帕拉貝倫。
- 9mm格利森蒂：意大利“Glisenti”手枪使用的变种，压力（火药装量）比鲁格弹更低。
- 9毫米北約彈、9×19毫米北約彈：此弹药为1982年STANAG 4090指定的北约标准弹药。北约标准版本相比原先的鲁格、帕拉貝倫版本，允许的膛压更高（+P，36500 psi），因此速度、穿透力也都有提升。
- DAP92式9MM手枪弹：中国92式手枪所配的标准弹药。和北约弹药相似，也是提升膛压（+P）的版本。

除了以上所列的版本之外，9×19mm还有这些变种，但一般不会作为口径尺寸描述：
- 瑞典m/39B，1960年代的增压、增穿透弹。
- 多种增压（+P，约38500 psi）和高增压（+P+，约42000 psi）版本，通过增加火药填装来提升动能。现代的武器相比1901年的武器，能承受更大的压力；此类弹药自1990年代开始变为常见。
- 俄制7Н21、7Н31高增压（41000 psi）弹药。采用大装药、轻弹头，提升弹头的速度和穿透力，与西方个人防卫武器的设计理念相似。

## 相關資訊
- 手槍子彈列表
- 步槍子彈列表
- 消聲器

## 備考
1. ↑  .   [2023-02-27]. （原始内容存档于2023-03-29）.

## 外部連結
- Article on 9×19mm Parabellum cartridge collecting including history with photos and descriptions of variations including headstamps（页面存档备份，存于）
- Ballistics By The Inch 9×19mm Parabellum Results.（页面存档备份，存于）
- Data on the Russian ammo (in Russian)（页面存档备份，存于）